# 中国国鉄8K型電気機関車

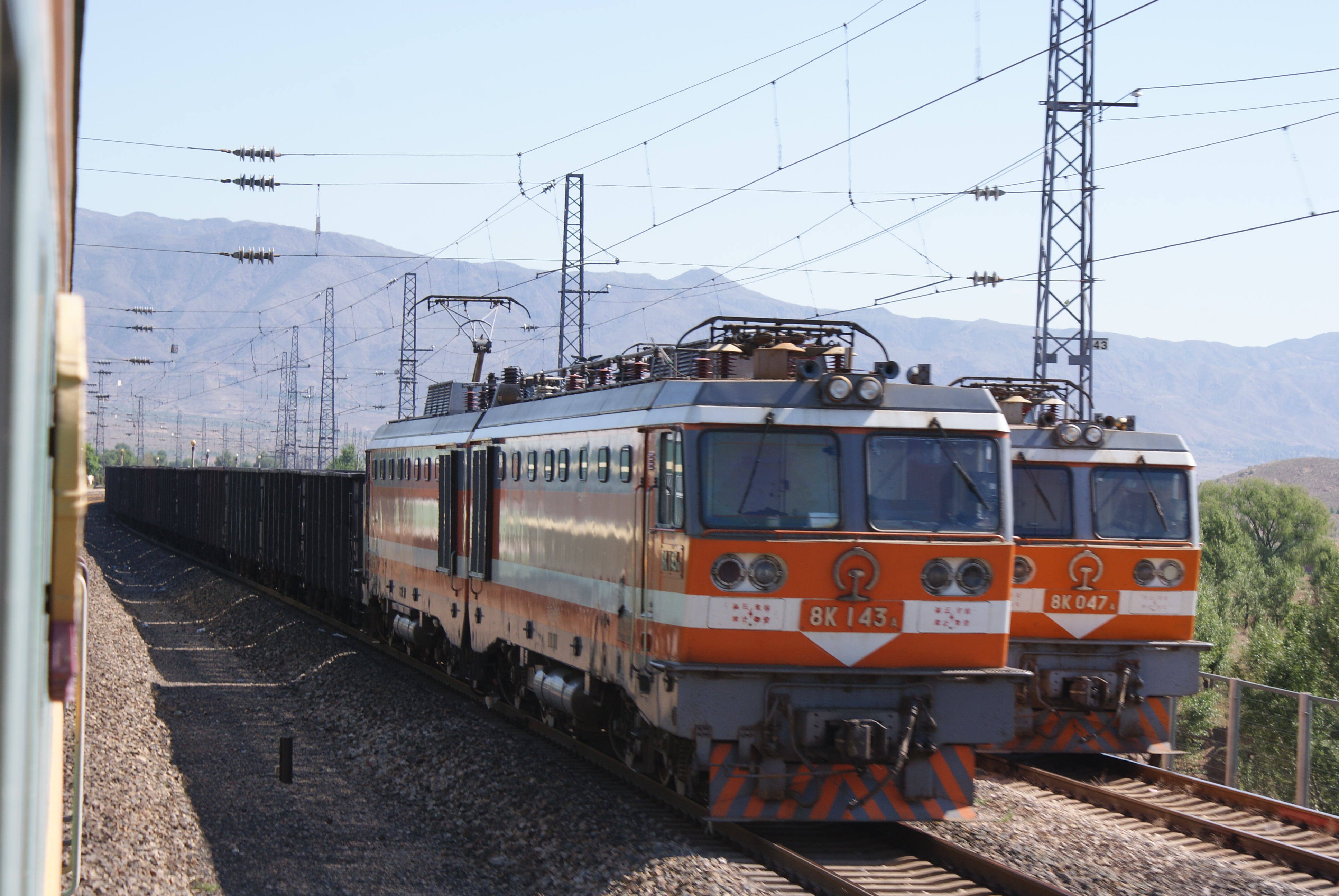
8K型143、047号機

中国国鉄8K型電気機関車は中華人民共和国鉄道部が1980年代にアルストム社から購入した電気機関車の型式である。

## 参考資料
『鉄道ジャーナル』第21巻第1号、鉄道ジャーナル社、1987年1月、148-149頁。